# Bobby Campbell
Bobby Campbell (13. září 1956 Belfast – 15. listopadu 2016, Huddersfield) byl severoirský fotbalista, útočník. Zemřel 15. listopadu 2016 ve věku 60 let poté co spáchal sebevraždu oběšením.

## Fotbalová kariéra
Hrál za Aston Villa FC, Halifax Town AFC, Huddersfield Town AFC, Sheffield United FC, Vancouver Whitecaps, Brisbane City FC, Bradford City AFC, Derby County FC a Wigan Athletic FC. Byl členem severoirské reprezentace na Mistrovství světa ve fotbale 1982, ale do utkání nenastoupil. Za reprezentaci Severního Irsko nastoupil v roce 1982 ve 2 utkáních. Byl historicky nejlepším střelcem týmu Bradford City AFC se 143 góly.

## Ligová bilance
| Ročník                                  | Zápasy | Góly | Klub                  |
| --------------------------------------- | ------ | ---- | --------------------- |
| Football League Second Division 1973/74 | 3      | 1    | Aston Villa FC        |
| Football League Second Division 1974/75 | 7      | 0    | Aston Villa FC        |
| Football League Third Division 1974/75  | 15     | 0    | Halifax Town AFC      |
| Football League Fourth Division 1975/76 | 11     | 1    | Huddersfield Town AFC |
| Football League Fourth Division 1976/77 | 20     | 8    | Huddersfield Town AFC |
| Football League Second Division 1977/78 | 37     | 11   | Sheffield United FC   |
| North American League 1978              | 13     | 9    | Vancouver Whitecaps   |
| Football League Fourth Division 1978/79 | 7      | 3    | Huddersfield Town AFC |
| Football League Fourth Division 1978/79 | 22     | 3    | Halifax Town AFC      |
| Australská fotbalová liga 1979          | 20     | 10   | Brisbane City FC      |
| Football League Fourth Division 1979/80 | 21     | 8    | Bradford City AFC     |
| Football League Fourth Division 1980/81 | 42     | 19   | Bradford City AFC     |
| Football League Fourth Division 1981/82 | 45     | 24   | Bradford City AFC     |
| Football League Third Division 1982/83  | 40     | 25   | Bradford City AFC     |
| Football League Second Division 1983/84 | 11     | 4    | Derby County FC       |
| Football League Third Division 1983/84  | 32     | 9    | Bradford City AFC     |
| Football League Third Division 1984/85  | 46     | 23   | Bradford City AFC     |
| Football League Second Division 1985/86 | 41     | 10   | Bradford City AFC     |
| Football League Second Division 1986/87 | 7      | 3    | Bradford City AFC     |
| Football League Third Division 1986/87  | 35     | 16   | Wigan Athletic FC     |
| Football League Third Division 1987/88  | 34     | 11   | Wigan Athletic FC     |
| CELKEM                                  | 509    | 198  |                       |